# Мбенга (остров)
Мбенга (фидж. Beqa) — остров в Фиджи.

## География
Остров Мбенга расположен у южного побережья главного острова Фиджи, Вити-Леву, примерно в 8 км к югу от устья реки Навуа, в южной части Тихого океана. Отделён от Вити-Леву проливом Мбенга, глубина которого составляет свыше 200 м. Остров является частью островной группы Вити-Леву и омывается водами пролива Кандаву. Ближайший материк, Австралия, находится в 2700 км.
С точки зрения геологии, Мбенга имеет вулканическое происхождение и, предположительно, сформировался в период голоцена. Площадь острова составляет 36 км², а высшая точка достигает 457 м. Поверхность острова очень неровная, только 12 % суши могут использоваться в сельскохозяйственных целях. В непосредственной близости от острова, у южного побережья Мбенга, расположен крупный барьерный риф, окружающий центральную лагуну.
Мбенга покрыт густым тропическим лесом. Из растительности преобладают кокосовые пальмы. Мир фауны относительно скуден: встречаются летучие лисицы, крыланы, крысы, различные виды ящериц. Климат на острове влажный тропический. Подвержен негативному воздействию циклонов.

## История
Первым европейцем, высадившимся на острове Мбенга, стал капитан К. Бентли в 1799 году. В конце XIX века на острове вела свою деятельность Полинезийская компания. Примерно в это же время Мбенга стал частью британской колонии Фиджи.

## Население
Численность населения Мбенга составляет около 1500 человек (1996), которые проживают в 9 деревнях.

## Экономика
Основное занятие местных жителей — сельское хозяйство и туризм. Особой популярностью у туристов пользуется ритуал, заключающийся в хождении босиком по раскалённым камням.
Газета «Фиджи таймс» сообщила 25 февраля 2006 года, что более 3000 жителей шести деревень и пяти курортов ищут способы найти надежный источник энергии для Мбенга. Рассматривались энергия ветра и солнца, а также кабель через пролив Мбенга от материка.
Основным источником дохода является туризм; 4 курорта: Lawaki Beach House, Beqa Lagoon Resort (ранее Marlin Bay Resort), Kulu Bay Resort, Lalati Resort. Существует несколько небольших фермерских предприятий, и с улучшенной инфраструктурой их можно расширить и получить больший доход для различных деревень Мбенга.
Мбенга разработала название для межсезонья томатов, благодаря уникальному климату, который Beqa позволяет выращивать томаты круглый год.